# 浜口吉兵衛

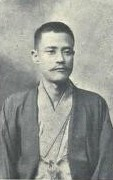
浜口吉兵衛

浜口 吉兵衛（濱口 吉兵衞、はまぐち きちべえ、1868年9月12日（明治元年7月26日）- 1940年（昭和15年）10月4日）は、明治後期から昭和前期の実業家、政治家。衆議院議員。

## 経歴
紀伊国有田郡、のちの和歌山県有田郡広村（広町を経て現広川町）で、8代・浜口吉右衛門熊岳の三男として生まれる。東京帝国大学法科大学で学んだ。日清戦争、日露戦争に出征し陸軍歩兵中尉に昇進した。1904年（明治37年）3月に分家した。
千葉県で田中家、深井家とともに銚子醤油合資会社（現ヒゲタ醤油）を設立して醤油醸造を開始した。その他、濱口合名会社理事、武総銀行取締役、第一生命保険監査役、第一相互貯蓄銀行監査役、豊国銀行監査役、利根織物監査役などを務めた。
政界では、日本橋区会議員に就任。1920年（大正9年）5月、第14回衆議院議員総選挙（千葉県第5区、立憲政友会公認）で初当選し、1924年（大正13年）5月の第15回総選挙（千葉県第5区、政友本党公認）でも再選され、衆議院議員に連続2期在任した。その他、所得税調査委員、銚子町在郷軍人会分会長などを務めた。
また、銚子漁港の修築に尽力し、私財も投じて1932年（昭和7年）の県営工事の完工に貢献した。

## 親族
- 兄 9代浜口吉右衛門（実業家、衆議院議員、貴族院多額納税者議員）[1]
- 弟 木村平右衛門（実業家、衆議院議員）[5]
- 婿養子・甥 浜口吉兵衛 (2代)（兄吉右衛門の息子）[8]